# Gerald Taylor (Fußballspieler)
Gerald Gisjiel Taylor Dosman (* 28. Mai 2001 in Puerto Limón) ist ein  costa-ricanischer Fußballspieler. Der Abwehrspieler steht bei CD Saprissa in der Primera División unter Vertrag.

## Karriere

### Verein
Gerald Taylor wurde in Puerto Limón an der Karibikküste geboren. Bis zum Jahr 2021 spielte er in den Jugendmannschaften des AD Cariari Pococí, im ca. 90 km entfernten Cariari. Im Januar 2021 wechselte Taylor zum Costa-ricanischen Rekordmeister CD Saprissa. Dieser verlieh ihn, nachdem er bis August 2021 in der U20 des Vereins gespielt hatte, zu CS Uruguay de Coronado in die Segunda División. Im Dezember 2021 kehrte er zu Saprissa zurück, und gab im Februar 2022 sein Debüt in der Primera División gegen CS Herediano. Im März 2022 unterzeichnete er einen neuen Vertrag mit dem Verein bis Juni 2026. Sein erstes Ligator für Deportivo Saprissa erzielte er im November 2023 gegen Pérez Zeledón. In den Spielzeiten 2022/23 und 2023/24 war Taylor Stammspieler in der Abwehr von Saprissa und gewann zweimal die Meisterschaft, und einmal das Torneo de Copa de Costa Rica, den Súper Copa de Costa Rica und Recopa de Costa Rica.
Am 10. Juli 2024 unterschrieb Taylor einen Leihvertrag für die gesamte Saison 2024/25 beim schottischen Erstligisten Heart of Midlothian aus Edinburgh.

### Nationalmannschaft
Gerald Taylor nahm mit der costa-ricanischen U22-Nationalmannschaft im Jahr 2023 an den Zentralamerika- und Karibikspielen in El Salvador teil. Mit der Mannschaft erreichte er das Finale, das gegen Mexiko verloren wurde. Im selben Jahr nahm Taylor mit der U23 von Costa Rica am Turnier von Toulon in Frankreich teil. Noch bevor er jedoch in den Juniorenmannschaften zum Einsatz gekommen war, gab Taylor bereits im März 2023 sein Debüt in der A-Nationalmannschaft gegen Martinique in der CONCACAF Nations League. Der Abwehrspieler erzielte sein erstes Tor für Costa Rica am 9. Juni 2024 gegen Grenada. 2024 nahm Taylor mit der Nationalmannschaft an der Copa América in den Vereinigten Staaten teil. Dabei kam er zweimal in der Vorrunde gegen Brasilien und Paraguay zum Einsatz.